# Nevada City (film)
Nevada City è un film del 1941 diretto da Joseph Kane.
È un film western statunitense con Roy Rogers, Sally Payne e George 'Gabby' Hayes.

## Produzione
Il film, diretto da Joseph Kane su una sceneggiatura di James R. Webb, fu prodotto da Kane, come produttore associato, per la Republic Pictures e girato a Santa Clarita nei Republic Studios a Hollywood, in California.

## Colonna sonora
- Lonely Hills - musica di Jule Styne, parole di Sol Meyer e Eddie Cherkose
- Prairie Serenade - musica di Jule Styne, parole di Sol Meyer e Eddie Cherkose
- Stars over the Prairie - scritta da Peter Tinturin

## Distribuzione
Il film fu distribuito negli Stati Uniti dal 20 giugno 1941 al cinema dalla Republic Pictures.

## Promozione
La tagline è: "A FEARLESS RIDER OF JUSTICE! Roy Rogers...Matching wits with a group of outlaw killers in their desert stronghold! ".